# Féy (Moselle)
Féy település Franciaországban, Moselle megyében. Lakosainak száma 741 fő (2022. január 1.). Féy Augny, Coin-lès-Cuvry, Corny-sur-Moselle és Marieulles községekkel határos.

## Népesség
A település népességének változása:
| Lakosok száma | 236  | 500  | 487  | 590  | 660  | 723  | 738  | 730  | 731  | 741  |
|               | 1968 | 1982 | 1990 | 2006 | 2013 | 2015 | 2017 | 2019 | 2020 | 2022 |